# فرودگاه هارتنی
فرودگاه هارتنی (به انگلیسی: Hartney Airport) یک فرودگاه همگانی است که یک باند فرود چمن دارد و طول باند آن ۶۲۵ متر است. این فرودگاه در کشور کانادا قرار دارد و در ارتفاع ۴۴۲ متری از سطح دریا واقع شده‌است.